# Jason Spezza
Jason Anthony Rocco Spezza (né le 13 juin 1983 à Mississauga, dans la province de l'Ontario au Canada) est un joueur professionnel canadien de hockey sur glace.

## Carrière de joueur

### Carrière junior « The Special One »
Jason Spezza commence à se faire connaitre des amateurs de hockey bien avant son entrée dans la Ligue nationale de hockey. Sa carrière junior débute dès l'âge de 15 ans avec les Battalion de Brampton et il est l'un des seuls à représenter le Canada en équipe junior dès l'âge de 16 ans seulement. Les autres joueurs ayant réalisé le même exploit sont Wayne Gretzky, Eric Lindros, Jay Bouwmeester et Sidney Crosby. 
En 1999, Jason Spezza est sélectionné comme 1er choix par les IceDogs de Mississauga au repêchage de la Ligue de hockey de l'Ontario. Il est retenu dès la saison 1999-2000 pour participer au Match des étoiles de la LHO, devenant ainsi le plus jeune joueur participant de l'histoire de la ligue.
La même année, il est également nommé «The most outstanding player » (en français, « Joueur le plus impressionnant ») des IceDogs de Mississauga ainsi que « Meilleur manieur de la rondelle » de l'association de l'Est. 
La saison suivante, il obtient le titre de capitaine des Ices Dogs, pourtant Jason Spezza est échangé le 15 novembre 2000 aux Spitfires de Windsor dans l'une des plus grosses transactions de l'histoire de la LHO. Il y est aussitôt nommé assistant capitaine et inscrit deux tours du chapeau consécutifs les 1er et 2 décembre 2000. 
Cette année-là il participe à nouveau au Match des étoiles de la Ligue canadienne de hockey avec l'équipe de l'Ouest de l'Ontario. Il termine la saison comme second meilleur marqueur de la LHO avec 116 points et avec le meilleur ratio de points par partie de la LHO. Il a réussi la plus longue séquence de la saison 2000-2001 avec 7 buts et 16 aides en 11 parties. 
Pour cette saison, Jason Spezza est nommé « Meilleur fabricant de jeu » de l'association de l'Ouest et à nouveau « The most outstanding player » par sa nouvelle équipe des Spitfires de Windsor. Il est également finaliste pour les titres du « Meilleur manieur de la rondelle », du « Tir le plus puissant » et du «Joueur le plus intelligent». 
En janvier 2002, Jason Spezza est échangé aux Bulls de Belleville en retour de Kyle Wellwood. Il a terminé au 3e rang de la LHO pour la saison 2001-2002 derrière ses coéquipiers Nathan Robinson et Mike Renzi. Pour une deuxième année consécutive, il a terminé la saison avec le meilleur ratio de points par partie.  

### Carrière en club
Jason Spezza est repêché à la 2e place par les Sénateurs d'Ottawa lors du repêchage d'entrée dans la LNH 2001. À la suite de l'échange envoyant Alexei Yashin aux Islanders de New York, les Sénateurs ont mis la main sur Zdeno Chara ainsi qu'un choix de premier tour (2e choix) qui leur a permis de sélectionner Jason Spezza.
Il était considéré comme le favori pour partir en tant que premier choix, mais le russe Ilia Kovaltchouk a été sélectionné à sa place par les Thrashers d'Atlanta. On ne pouvait pas parler de surprise puisque cela faisait déjà un bout de temps qu'il n'était plus vraiment considéré comme le potentiel premier choix (certains[Qui ?] ont même avancé, à l'époque, qu'il aurait pu glisser jusqu'au 4e rang). 
Il commence sa carrière en LNH lors de la saison 2002-2003 avec les Sénateurs d'Ottawa. 
Lors du lock out en 2004-2005, il  joue avec les Senators de Binghamton de la Ligue américaine de hockey et récolte les trophées Les-Cunningham attribué au joueur le plus utile de la saison et John-B.-Sollenberger attribué au meilleur pointeur de la ligue.
Le 1er juillet 2014 il est échangé aux Stars de Dallas contre Alex Chiasson, Nicholas Paul, Alexander Guptill et un choix de deuxième tour lors du repêchage d'entrée dans la LNH 2015.
Le 29 mai 2022, il annonce officiellement sa retraite.

### Carrière internationale
En trois participations au Championnat du Monde avec l'équipe junior du Canada, il a récolté deux médailles de bronze (2000 et 2001) et une d'argent (2002).
Il a également participé aux Championnats du Monde avec l'équipe canadienne en 2008 et 2009 et en tant que capitaine adjoint en 2011 et 2015. 
Spezza fait partie de l'équipe de réserve de l'équipe du Canada au cours des Jeux olympiques de Turin (Italie). Il n'a toutefois pas joué lors du tournoi.

## Statistiques
Pour les significations des abréviations, voir Statistiques du hockey sur glace.

### En club
| Saison     | Équipe                   | Ligue      |       | Saison régulière | Saison régulière | Saison régulière | Saison régulière | Saison régulière |    | Séries éliminatoires | Séries éliminatoires | Séries éliminatoires | Séries éliminatoires | Séries éliminatoires |
| Saison     | Équipe                   | Ligue      | PJ    | B                | A                | Pts              | Pun              | PJ               | B  | A                    | Pts                  | Pun                  |                      |                      |
| 1997-1998  | Marlboros de Toronto     | MTHL       | 54    | 53               | 61               | 114              | 42               | -                | -  | -                    | -                    | -                    |                      |                      |
| 1998-1999  | Battalion de Brampton    | LHO        | 67    | 22               | 49               | 71               | 18               | -                | -  | -                    | -                    | -                    |                      |                      |
| 1999-2000  | IceDogs de Mississauga   | LHO        | 52    | 24               | 37               | 61               | 33               | -                | -  | -                    | -                    | -                    |                      |                      |
| 2000-2001  | IceDogs de Mississauga   | LHO        | 15    | 7                | 23               | 30               | 11               | -                | -  | -                    | -                    | -                    |                      |                      |
| 2000-2001  | Spitfires de Windsor     | LHO        | 41    | 36               | 50               | 86               | 32               | 9                | 4  | 5                    | 9                    | 10                   |                      |                      |
| 2001-2002  | Spitfires de Windsor     | LHO        | 27    | 19               | 26               | 45               | 16               | -                | -  | -                    | -                    | -                    |                      |                      |
| 2001-2002  | Bulls de Belleville      | LHO        | 26    | 23               | 37               | 60               | 26               | 11               | 5  | 6                    | 11                   | 18                   |                      |                      |
| 2001-2002  | Griffins de Grand Rapids | LAH        | -     | -                | -                | -                | -                | 3                | 1  | 0                    | 1                    | 2                    |                      |                      |
| 2002-2003  | Senators de Binghamton   | LAH        | 43    | 22               | 32               | 54               | 71               | 2                | 1  | 2                    | 3                    | 4                    |                      |                      |
| 2002-2003  | Sénateurs d'Ottawa       | LNH        | 33    | 7                | 14               | 21               | 8                | 3                | 1  | 1                    | 2                    | 0                    |                      |                      |
| 2003-2004  | Sénateurs d'Ottawa       | LNH        | 78    | 22               | 33               | 55               | 71               | 3                | 0  | 0                    | 0                    | 2                    |                      |                      |
| 2004-2005  | Senators de Binghamton   | LAH        | 80    | 32               | 85               | 117              | 50               | 6                | 1  | 3                    | 4                    | 6                    |                      |                      |
| 2005-2006  | Sénateurs d'Ottawa       | LNH        | 68    | 19               | 71               | 90               | 33               | 10               | 5  | 9                    | 14                   | 2                    |                      |                      |
| 2006-2007  | Sénateurs d'Ottawa       | LNH        | 67    | 34               | 53               | 87               | 45               | 20               | 7  | 15                   | 22                   | 10                   |                      |                      |
| 2007-2008  | Sénateurs d'Ottawa       | LNH        | 76    | 34               | 58               | 92               | 66               | 4                | 0  | 1                    | 1                    | 0                    |                      |                      |
| 2008-2009  | Sénateurs d'Ottawa       | LNH        | 82    | 32               | 41               | 73               | 79               | -                | -  | -                    | -                    | -                    |                      |                      |
| 2009-2010  | Sénateurs d'Ottawa       | LNH        | 60    | 23               | 34               | 57               | 20               | 5                | 1  | 6                    | 7                    | 4                    |                      |                      |
| 2010-2011  | Sénateurs d'Ottawa       | LNH        | 62    | 21               | 36               | 57               | 28               | -                | -  | -                    | -                    | -                    |                      |                      |
| 2011-2012  | Sénateurs d'Ottawa       | LNH        | 80    | 34               | 50               | 84               | 36               | 7                | 3  | 2                    | 5                    | 8                    |                      |                      |
| 2012-2013  | Rapperswil-Jona Lakers   | LNA        | 28    | 9                | 21               | 30               | 12               | -                | -  | -                    | -                    | -                    |                      |                      |
| 2012-2013  | Sénateurs d'Ottawa       | LNH        | 5     | 2                | 3                | 5                | 2                | 3                | 0  | 1                    | 1                    | 0                    |                      |                      |
| 2013-2014  | Sénateurs d'Ottawa       | LNH        | 75    | 23               | 43               | 66               | 46               | -                | -  | -                    | -                    | -                    |                      |                      |
| 2014-2015  | Stars de Dallas          | LNH        | 82    | 17               | 45               | 62               | 28               | -                | -  | -                    | -                    | -                    |                      |                      |
| 2015-2016  | Stars de Dallas          | LNH        | 75    | 33               | 30               | 63               | 22               | 13               | 5  | 8                    | 13                   | 2                    |                      |                      |
| 2016-2017  | Stars de Dallas          | LNH        | 68    | 15               | 35               | 50               | 29               | -                | -  | -                    | -                    | -                    |                      |                      |
| 2017-2018  | Stars de Dallas          | LNH        | 78    | 8                | 18               | 26               | 12               | -                | -  | -                    | -                    | -                    |                      |                      |
| 2018-2019  | Stars de Dallas          | LNH        | 76    | 8                | 19               | 27               | 29               | 11               | 3  | 2                    | 5                    | 0                    |                      |                      |
| 2019-2020  | Maple Leafs de Toronto   | LNH        | 58    | 9                | 16               | 25               | 18               | 5                | 0  | 0                    | 0                    | 9                    |                      |                      |
| 2020-2021  | Maple Leafs de Toronto   | LNH        | 54    | 10               | 20               | 30               | 6                | 7                | 3  | 2                    | 5                    | 4                    |                      |                      |
| 2021-2022  | Maple Leafs de Toronto   | LNH        | 71    | 12               | 13               | 25               | 26               | 5                | 0  | 1                    | 1                    | 2                    |                      |                      |
| Totaux LNH | Totaux LNH               | Totaux LNH | 1 248 | 363              | 632              | 995              | 604              | 97               | 28 | 48                   | 76                   | 43                   |                      |                      |

### Hockey international
| Année | Équipe        | Compétition                 |    | PJ | B | A  | Pts | Pun                |  | Résultat |
| 2000  | Canada junior | Championnat du monde junior | 7  | 0  | 2 | 2  | 2   | Médaille de bronze |  |          |
| 2001  | Canada junior | Championnat du monde junior | 7  | 3  | 3 | 6  | 2   | Médaille de bronze |  |          |
| 2002  | Canada junior | Championnat du monde junior | 7  | 0  | 4 | 4  | 8   | Médaille d'argent  |  |          |
| 2008  | Canada        | Championnat du monde        | 9  | 1  | 2 | 3  | 0   | Médaille d'argent  |  |          |
| 2009  | Canada        | Championnat du monde        | 9  | 7  | 4 | 11 | 2   | Médaille d'argent  |  |          |
| 2011  | Canada        | Championnat du monde        | 7  | 4  | 3 | 7  | 4   | Cinquième place    |  |          |
| 2015  | Canada        | Championnat du monde        | 10 | 6  | 8 | 14 | 2   | Médaille d'or      |  |          |

## Trophées et honneurs personnels

### Ligue américaine de hockey
- 2004-2005 : 
  - remporte le trophée John-B.-Sollenberger (meilleur pointeur en saison régulière)
  - remporte le trophée Les-Cunningham (joueur le plus utile en saison régulière)

### Ligue nationale de hockey
- 2007-2008 : participe au 56e Match des étoiles de la LNH (1)
- 2011-2012 : participe au 59e Match des étoiles de la LNH (2)